# Conesville (Iowa)
Conesville és una població dels Estats Units a l'estat d'Iowa. Segons el cens del 2000 tenia 424 habitants.

## Demografia
Segons el cens del 2000, Conesville tenia 424 habitants, 133 habitatges, i 100 famílies. La densitat de població era de 442,5 habitants per km².
Dels 133 habitatges en un 42,1% hi vivien nens de menys de 18 anys, en un 54,9% hi vivien parelles casades, en un 13,5% dones solteres, i en un 24,1% no eren unitats familiars. En el 18,8% dels habitatges hi vivien persones soles el 4,5% de les quals corresponia a persones de 65 anys o més que vivien soles. El nombre mitjà de persones vivint en cada habitatge era de 3,19 i el nombre mitjà de persones que vivien en cada família era de 3,62.
Per edats la població es repartia de la següent manera: un 36,3% tenia menys de 18 anys, un 7,8% entre 18 i 24, un 33,3% entre 25 i 44, un 14,2% de 45 a 60 i un 8,5% 65 anys o més.
L'edat mediana era de 28 anys. Per cada 100 dones de 18 o més anys hi havia 114,3 homes.
La renda mediana per habitatge era de 29.464 $ i la renda mediana per família de 30.000 $. Els homes tenien una renda mediana de 28.000 $ mentre que les dones 19.167 $. La renda per capita de la població era de 10.097 $. Entorn de l'11,1% de les famílies i el 13,9% de la població estaven per davall del llindar de pobresa.

## Poblacions més properes
El següent diagrama mostra les poblacions més properes.